# Agnes Sjöberg

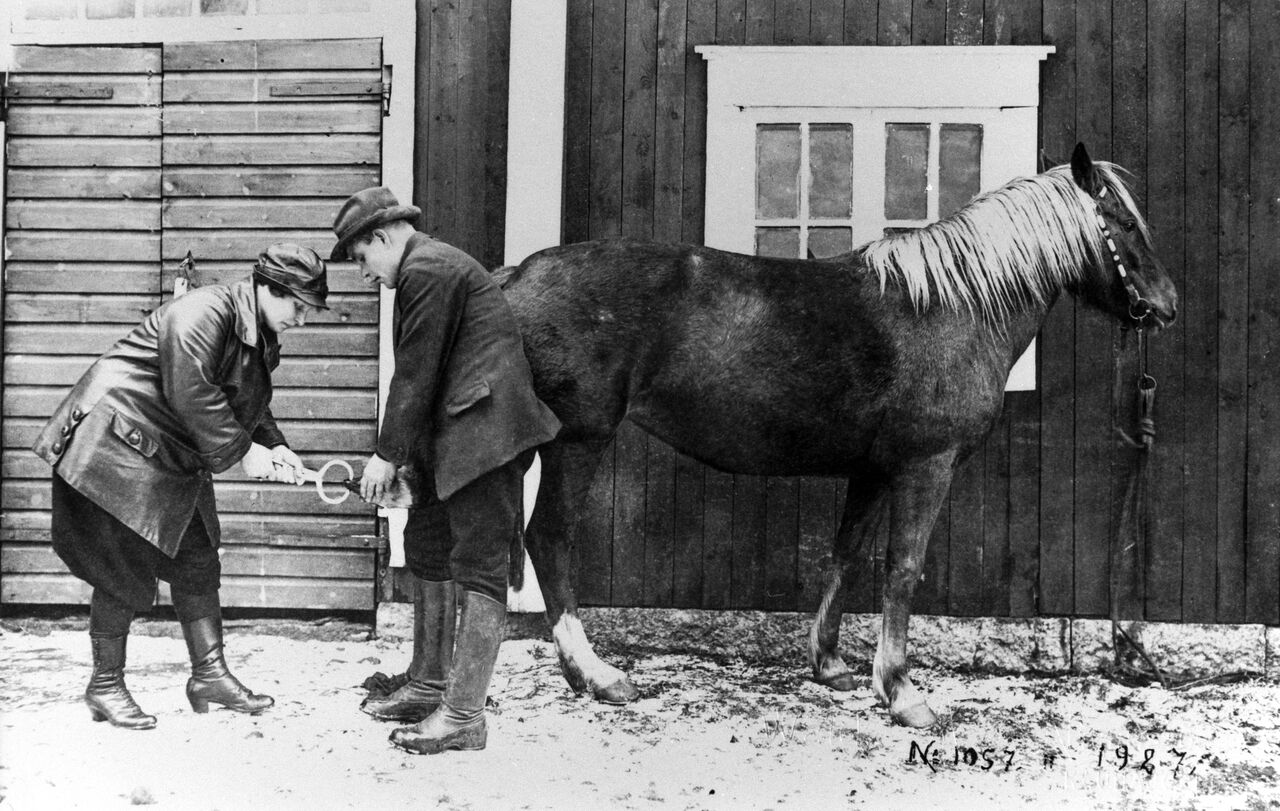
Agnes Sjöber, 1927

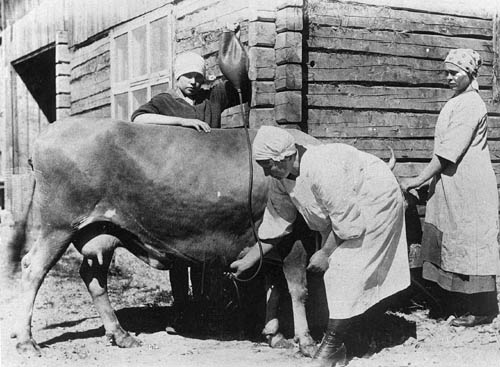
Agnes Sjöberg

Agnes Hildegard Sjöberg (15 de noviembre de 1888, Kauhajoki - 21 de agosto de 1964, Seinäjoki)  fue una veterinaria finlandesa. Se graduó como veterinaria y fue la primera mujer en Europa y probablemente la primera mujer en el mundo en defender su doctorado en medicina veterinaria. Durante su carrera, Sjöberg trabajó como veterinaria municipal en Somero, fue objeto de prejuicios y discriminación por parte de sus colegas, y su trabajo pionero como veterinaria no fue reconocido hasta mucho después de su muerte.

## Biografía
Los padres de Agnes Sjöberg fueron Johan B. Sjöberg y Karin Norrgård. Tenían una granja en Kauhajoki, que incluía una escuela de ganado y plantaciones de fresas. Agnes asistió por primera vez a la escuela en casa bajo la guía de un maestro de hogar y en 1900–1905 en la escuela de niñas suecas en Vaasa. Le hubiera gustado continuar como estudiante, pero debido a la oposición de su padre, continuó sus estudios en la Escuela de Economía de Vaasa. Después de graduarse, se hizo cargo de las finanzas de sus padres durante tres años. Agnes Sjöberg se graduó como estudiante privada en 1911 de la escuela mixta sueca en Kuopio.

### Estudios veterinarios
Cuando era niña, Sjöberg soñaba con ser veterinaria. Sge había seguido la enseñanza de la escuela de ganado en la granja de su casa y se familiarizó, entre otras cosas, con la anatomía del ganado. Con la ayuda de su tía, pudo ayudar a John Engdahl, el veterinario del distrito de Huittinen. Al final de la pasantía, el Dr. Engdahl admitió que tenía prejuicios, pero le recomendó que estudiara en el campo. Por recomendación de Engdahl, a Sjöberg se le prometió un lugar para estudiar en la Universidad de Zúrich. Sin embargo, al llegar a Suiza, se sintió decepcionada, ya que la universidad acababa de prohibir a los ciudadanos rusos, es decir, también a los finlandeses,los consideraban revolucionarios.
Sjöberg recibió una carta de recomendación de la Universidad de Zúrich, que le permitió comenzar sus estudios de veterinaria en Alemania en la Universidad de Dresde en el otoño de 1911. La alumna fue admitida para estudiar de forma experimental entre 300 estudiantes varones. Al mismo tiempo, había otros treinta estudiantes de veterinaria finlandeses en Dresde que también fueron hostiles a la presencia de Sjöberg entre ellos por el hecho de ser mujer.  Debido a la presión y para deshacerse de otros estudiantes finlandeses, Sjöberg se trasladó al año siguiente a la Universidad de Berlín, donde solo había unos pocos estudiantes finlandeses. En 1913, Sjöberg solicitó permiso a la universidad para completar una licenciatura en medicina veterinaria. El género de Sjöberg volvió a causar problemas, ya que, según las reglas de la universidad, solo un estudiante masculino podía completar un título. El asunto llegó al nivel del ministerio, y en el verano de 1913 se tomó una decisión oficial de que una mujer estudiante también podía graduarse como veterinaria en Alemania.
El estallido de la Primera Guerra Mundial en 1914 retrasó el final de los estudios de Agnes hasta la primavera de 1916. Durante la guerra, sin embargo, pudo trabajar en la Clínica Animal de la Universidad con hombres en el frente. Después de graduarse, comenzó a trabajar y defender su tesis en Leipzig en 1918. El título de la disertación fue Klinische und chemisch-mikroskopische Untersuchungen des Augensekretes der Pferde (Exámenes clínicos y químico-microscópicos de la secreción ocular de los caballos).

### Carrera en Finlandia
El mismo año en que Sjöberg recibió su doctorado, regresó a Finlandia. Asumió el cargo de veterinaria municipal, primero en Somero en 1918-1920 y luego en Närpes en 1920-1923. En 1923, viajó nuevamente al extranjero para aprender más, primero a Londres, luego a los Estados Unidos y finalmente a Alemania y Austria. Durante su viaje, se familiarizó con escuelas y clínicas en el campo, y se dedicó a trabajar e investigar más. Uno de los resultados del viaje fue un estudio sobre parásitos de rumiantes. Sjöberg regresó a Finlandia nuevamente en 1926, primero abrió una práctica veterinaria privada en Kauhajoki, donde operó entre 1926 y 1932 y luego en Kurikka entre 1932 y 1935. Después de trabajar como inspectora de carnes en Ilmajoki entre 1935 y 1938, se instaló en Seinäjoki, donde abrió su propia clínica de animales entre 1938 y 1955.
Entre sus clientes Sjöberg fue muy popular, pero este no fue el caso respecto a otros muchos colegas veterinarios como con Rainer Stenius, presidente de la Asociación Veterinaria desde hace mucho tiempo y asesor del Departamento de Medicina Veterinaria del Ministerio de Agricultura. Después de que la Junta de Honor de la Asociación Veterinaria acusara a Sjöberg de una conducta no colegiada, abandonó a la asociación.

En 1918, la revista de noticias finlandesa Suomen Kuvalehti escribió:
"Su práctica médica en Alemania, donde ha cuidado incluso grandes animales domésticos, caballos, vacas, etc., demuestra que la fuerza de una mujer también es suficiente para esta profesión".
El trabajo pionero de Sjöberg como veterinaria no fue reconocido hasta mucho después de su muerte. Una calle cercana a la Facultad de Medicina Veterinaria en el distrito Viikki de Helsinki se llamó Agnes Sjöberg Street en 2001, y en su Kauhajoki natal Sööpärintie lleva su nombre.

### Vida personal
Agnes Sjöberg se casó con Veikko Klaavu en 1928. El matrimonio duró poco así que crio a sus gemelos sola.

## Obras
- Exámenes clínicos y químico-microscópicos de la secreción ocular de los caballos. Disertación. 1918.
- Europe's first female veterinarian. Agnes Hildegard Sjöberg, Doctor of Veterinary Medicine. Life from childhood to silver hair.  Vasasa 1964. (Edición visible: Lasipalatsi, 2000